# Insígnia d'Or de l'NSDAP
La Insígnia d'Or de l'NSDAP (alemany: Goldenes Ehrenzeichen der NSDAP, comunament Goldenes Parteiabzeichen, Insígnia d'Or del Partit) va ser una insígnia especial del Partit Nazi atorgada als 100.000 membres del Partit més antics, sempre que haguessin estat membres de manera activa i continuada, i que s'haguessin afiliat a l'NSDAP abans de setembre de 1930.

## Història
La insígnia estava associada als Alte Kämpfer (els "Vells Combatents"), així com a aquells distingits pel Führer, l'elit del Partit Nazi. Els "vells combatents" eren aquells que s'havien afiliat al Partit abans del setembre de 1930.
A partir de les eleccions al Reichstag de setembre de 1930, aquells que s'afiliaren a l'NSDAP reberen el malnom de Septemberlinge (genteta de setembre) per part dels Alte Kämpfer. Després de l'ascens al poder d'Adolf Hitler el 1933, van haver un munt de peticions per afiliar-se al partit, i la Vella Guàrdia els veia amb desdeny, considerant-les com a més oportunistes que no pas idealistes. La Insígnia del Partit Nazi bàsica, sense la corona daurada, era lluïda per tots els nous membres del Partit, la qual va rebre el malnom de Angstbrosche (Insígnies d'Espant) per part de la Vella Guàrdia.
El 13 d'octubre de 1933, la naturalesa ad hoc de recompensar la Vella Guàrdia va ser parcialment resolta quan Hitler introduí la Insígnia d'Or del Partit, sent concedida per primera vegada el 9 de novembre de 1933, sent atorgada aquells que havien prestat un servei sense interrupció al NSDAP des de la seva reformació al febrer de 1925 i tenien un número de membre per sota del 100.000. Totes aquestes restriccions limitaren els receptors a uns 22.000.
Si un membre abandonava el Partit, perdia automàticament el dret a portar la insígnia.
Se suposava que la insígnia de 30mm havia de ser lluïda per damunt de tota la resta de condecoracions de pit; però això no sempre succeïa així: per exemple, el SS-Obergruppenführer Sepp Dietrich la portava habitualment a la solapa; mentre que el Reichmarshall Göring sota la seva Creu de Ferro de 1a classe.

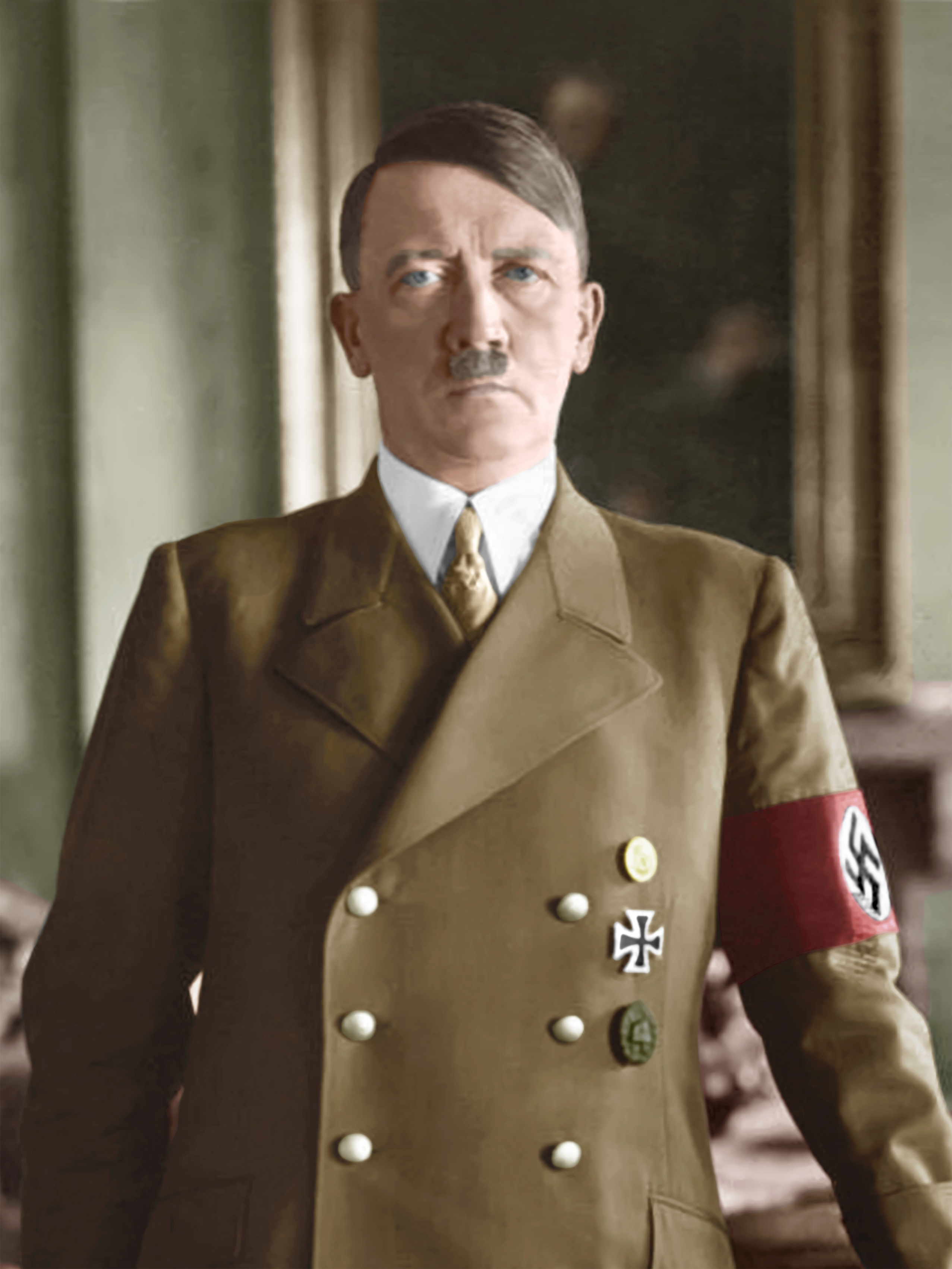
Hitler lluint la Insígnia d'Or damunt de la Creu de Ferro

Adolf Hitler inicialment no va voler lluir la Insígnia d'Or. Potser va ser a causa del seu desgrat per les condecoracions (de fet, gairebé no en lluïa cap a les que, legalment, tenia dret, portant només la Creu de Ferro 1914 de 1a classe i la Insígnia de Ferits 1914 en negre), en un clar contrast amb els pits carregats de medalles de Göring, Mussolini. Finalment, a partir de 1936 Hitler es posà la condecoració.
Les úniques fàbriques autoritzades a fer-les eren "Joseph Fuess" i "Deschler & Sohn", totes dues de Múnic.
Adolf Hitler rebé la insígnia amb el número "1". El 27 d'abril de 1945, menys de 48 hores abans de suïcidar-se al Führerbunker, la donà a Magda Goebbels, afirmant que era la "Mare més gran del Reich". Magda Goebbels afirmà que era "el major honor que un alemany podia rebre". Aquesta insígnia va ser robada durant una mostra a Rússia el 2005: els vigilants pensaren que un gat havia fet saltar les alarmes i això va permetre escapar al lladre.
A partir de juny de 1937, la Insígnia d'Or del Partit va ser emprada com a disseny central d'un estendard conegut com a Fahne der Alten Garde, que precedia els 500 màxims veterans a la gira anual.
El 1938 s'instituí una petita variació de la Insígnia, atorgada a discreció de Hitler als serveis destacats al Partit o a l'Estat, independentment de l'afiliació al NSDAP. Va ser atorgada durant la guerra, i els veterans que ja tenien la primera versió també podien optar a aquesta altra (el SS-Obeerstgruppenführer Kurt Daluege la rebé per primer cop el 1933 i de nou el 1943 pel serveis destacats; i entre altres receptors notables d'aquesta variant trobem al Generalfeldmarshall Keitel o al Großadmiral Döntiz).
S'ha dit que existí una Insígnia d'Or del Partit Especial per a Estrangers, sense les fulles daurades i amb la signatura de Hitler gravada al revers. Es diu que era lliurada com a "obsequi diplomàtic" del Führer a dignataris de l'Eix, com el líder hongarès almirall Horthy abans de la instauració de l'orde de l'Àliga Alemanya. Malgrat tot, sembla poc possible, car no s'ha trobat cap referència a aquesta condecoració en la literatura de l'època, ni ha aparegut cap fotografia. És molt possible que aquesta insígnia sigui una creació de la postguerra, fabricada durant els anys 60, quan aparegueren diversos "prototipus i medalles rares"

## Disseny
Dissenyada pel joier de Múnic Josef Fuess, la Goldenes Parteiabzeichen prenia la forma d'una insígnia bàsica de membre del Partit, amb l'afegit d'un anell en esmalt blanc, soldat en un anell de fulles de roure daurat. El revers era llis, i hi portava gravat el número d'afiliat al NSDAP del receptor i la marca del fabricant. Aquelles insígnies concedides a discreció per Hitler portaven gravat al revers "A.H.", en comptes del número d'afiliat.
Podia tenir dues mides, de 25mm de diàmetre per portar sobre la roba civil o de 30mm per portar sobre la butxaca esquerra de l'uniforme polític o militar.
El galó consistia en una cinta amb les bandes en color or, dins de les quals hi havia una franja blanca-vermell-blanca, amb l'esvàstica en negre al mig. El galó gairebé mai no s'emprava (només amb l'uniforme militar), i hom generalment portava la insígnia en si mateixa a causa de la seva comoditat per portar.